# Standbeeld van J.C. de Miranda

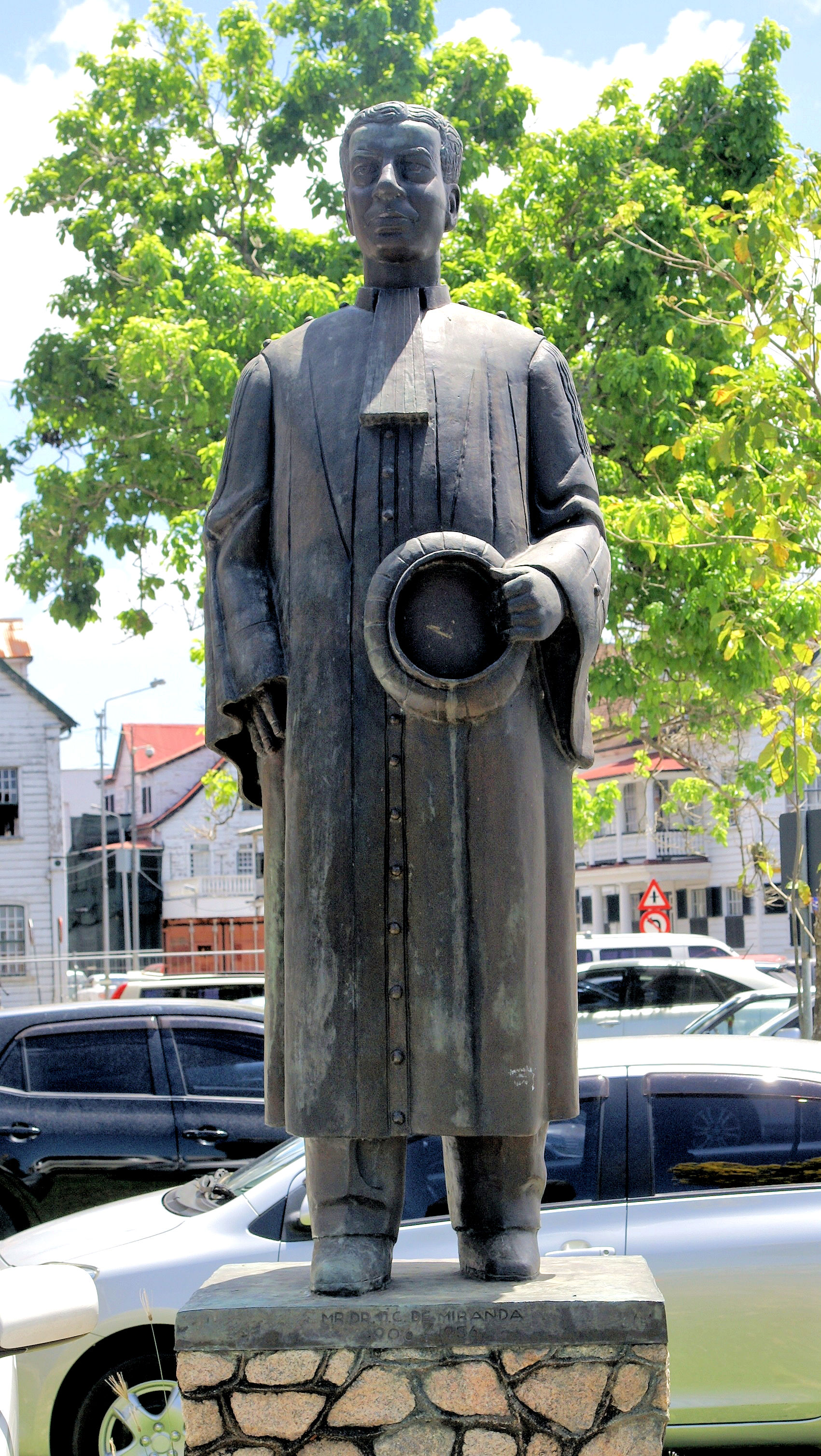
Standbeeld van Julius Caesar de Miranda, eerste premier van Suriname.

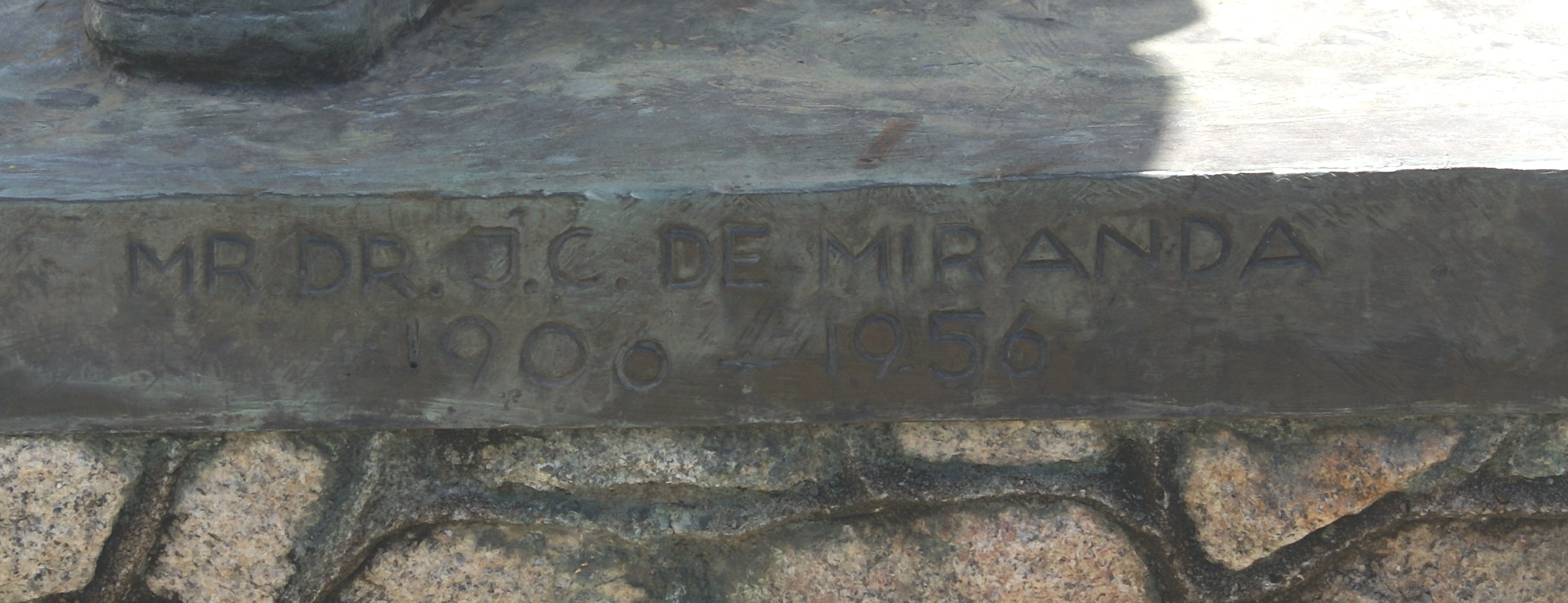
De inscriptie leest Mr. Dr. J.C. de Miranda 1906-1956.

Het standbeeld van J.C. Miranda staat op aan het begin van de Mr. Dr. J.C. de Mirandastraat aan de zijde van de Henck Arronstraat, naast de achterzijde van het Huis Du Plessis in Paramaribo, Suriname ter herdenking aan Julius Caesar de Miranda, eerste premier van Suriname.
Na de eerste algemene verkiezingen in 1949 wordt De Miranda voorzitter van het College van Algemeen Bestuur dat in 1950 de Regeringsraad werd. Tot januari 1951 was hij de eerste premier (minister-president) van Suriname. In 1956 werd hij aangesteld als president van het Hof van Justitie tot aan zijn overlijden acht maanden later.
Medio 1958 werd de Oranjestraat waar De Miranda jarenlang woonde hernoemd tot de Mr. Dr. J.C. de Mirandastraat. Op dinsdag 28 november 1961 werd hier het standbeeld door mevrouw de weduwe H. de Miranda-Butters Young onthuld. Het standbeeld werd dusdanig geplaatst, waarbij het beeld uitkeek op het toen nog aanwezige Statengebouw aan de toenmalige Gravenstraat, waar De Miranda jarenlang werkte. Het Statengebouw werd door brand verwoest op 1 augustus 1996.
Het beeld werd vervaardigd door de Nederlandse kunstenaar Leo Braat.

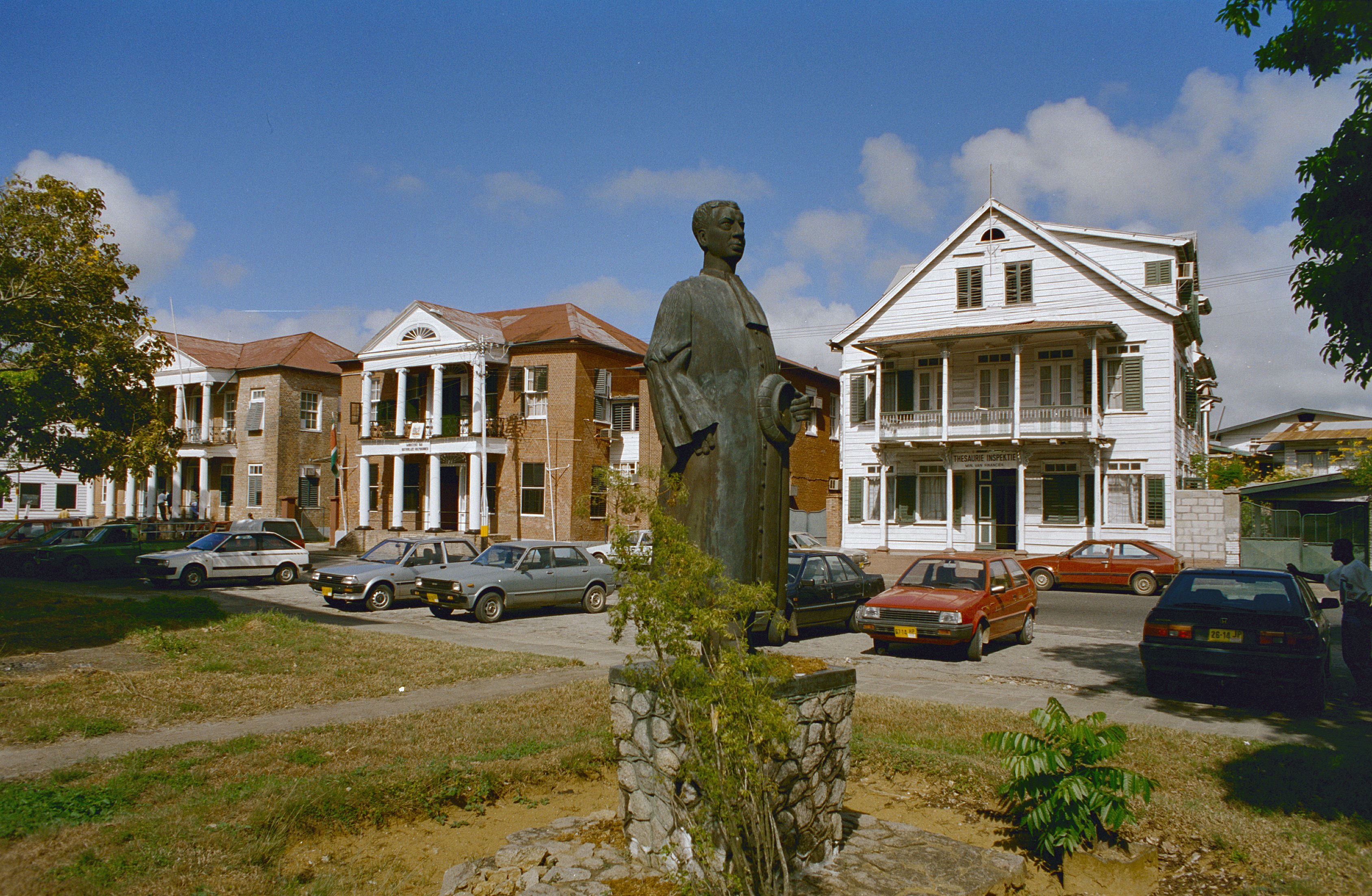
Situatie in 1997.